# ذي المحاور (بعدان)

تعديل مصدري - تعديل

ذي المحاور محلة تابعة لقرية الحمادي، التابعة لعزلة المنار بمديرية بعدان إحدى مديريات محافظة إب في الجمهورية اليمنية، بلغ تعداد سكانها 62 حسب تعداد اليمن لعام 2004.